# Oxytenis peregrina
Oxytenis peregrina is een vlinder uit de familie nachtpauwogen (Saturniidae), onderfamilie Oxyteninae.
De wetenschappelijke naam van de soort is voor het eerst geldig gepubliceerd door Cramer in 1780.